# Вахтель, Эндрю
Эндрю Вахтель (англ. Andrew Wachtel; род. 10 февраля 1959, Эванстон (Иллинойс), США) — американский исследователь, писатель, переводчик, доктор философии, профессор. С 2021 года директор Compass College (Бишкек, Кыргызстан) и председатель Совета попечителей TEAM University (Ташкент, Узбекистан).

## Биография
Родился 10 февраля 1959 года в штате Нью-Джерси, США. После окончания школы обучался в Гарвард-колледж (англ. Harvard College), который окончил в 1981 году. В 1982—1987 годы проходил обучение в Калифорнийском университете в Беркли на факультете славянских языков и литературы, где в 1987 году получил степень доктора философии.

### Хронология трудовой и учебной деятельности
- 1988—1991 годы — преподаватель кафедры славянских языков и литературы в Стэнфордском университете[3];
- 1991—2010 годы — преподаватель Северо-Западного университета. В разное время занимал различные должности — доцента и заведующего кафедрой славянских языков и литературы, директора программы по сравнительной литературе, директора Центра международных и сравнительных исследований имени Роберты Баффетт, а также декана программам магистратуры и докторантуры;
- 2010—2018 годы — президент Американского университета в Центральной Азии[4].
- 2018—2020 годы — ректор Университета Нархоз.
- с 2021 года — директор Compass College[1].

### Членство в организациях
- член Совета по международным отношениям с 2001 года.
- член Американской академии искусств и наук с 2003 года.

### Семья
- Первая жена — Элизабет Кэлихэн (англ. Elizabeth Calihan), психиатр[5].
  - Сын — Самуел (англ. Samuel).
  - Дочь — Элеанор (англ. Eleanor).
  - Сын — Элиас (англ. Elias).
- Вторая жена — Чолпон Джолдошева (род. 30.11.1987).
  - Дочь — Эмма (англ. Emma).

## Критика
В 2019 году бывшие преподаватели Университета Нархоз подали на имя Министра образования и науки Республики Казахстан коллективную жалобу на действия Эндрю Вахтеля. По словам бывших педагогов Вахтель заявил, что преподавателей русского и казахского языков он надеется не увидеть через ближайшие 10 лет, в связи с тем, что такие дисциплины не должны преподаваться на уровне университета. Педагоги высказали недовольство в части реформ, проводимых ректором в отношении учебных дисциплин и запрете использования учебников. Кроме того, обратившиеся к министру педагоги, отметили пренебрежительное отношение Вахтеля к истории казахского народа. По итогам очередного заседания Совета директоров Университета Нархоз досрочно прекращены полномочия Эндрю Вахтеля на посту ректора.
В 2022 году власти России запретили на 30 лет въезд Вахтеля на территорию страны, в связи с его сотрудничеством с британской организацией «Открытая демократия» и Бард-колледжем, спонсируемыми фондом Джорджа Сороса и признанными нежелательными на территории РФ, в соответствии с Федеральным законом от 28 декабря 2012 года № 272-ФЗ «О мерах воздействия на лиц, причастных к нарушениям основополагающих прав и свобод человека, прав и свобод граждан Российской Федерации».